# TMK 2100
TMK 2100 tip je zglobnog tramvaja koji je od 1994. do 2002. proizvodila tvrtka Končar. Model je kolokvijalno poznat kao »nova sedamnaestica«.
Godine 1994. napravljen je prototip, a kasnija proizvodnja odvijala se u tri serije po pet komada (1997. – 2002.). Rađeni su jedino za Zagreb. Svih 16 vozila ovoga tipa još je u upotrebi.
Izrada ovog tipa tramvaja bila je ključna za skupljanje iskustava za kasniju izradbu tramvaja TMK 2200.

## Tehničke pojedinosti
Tramvaji tipa TMK 2100 napravljeni su na voznim postoljima uzetima s rashodovanih tramvaja tipa TMK 200 i TMK 201. Rađeni su s tiristorskom upravljačkom elektronikom.
Tehnički podaci:
- Sustav: 600 V, DC
- Trajna snaga: 240 kW
- Max brzina: 58 km/h
- Raspored osovina: Bo'-2'-2'-Bo'
- Širina kolosjeka: 1000 mm
- Polumjer zakretanja: 16,5m
- Sveukupna duljina: 27300 mm
- Širina: 2200 mm
- Visina poda: 900 mm
- Sjedeća mjesta: 45
- Stajaća mjesta: 119 (4 putnika /m2)